# Satyrotaygetis gigas
Satyrotaygetis gigas är en fjärilsart som beskrevs av Butler 1866. Satyrotaygetis gigas ingår i släktet Satyrotaygetis och familjen praktfjärilar. Inga underarter finns listade.